# Opilio chinensis
Opilio chinensis is een hooiwagen uit de familie echte hooiwagens (Phalangiidae).